# Kužni odpadek
Kužni ali infektivni odpadek je tisti, ki vsebuje patogene mikroorganizme v dovolj visoki količini, da povzročijo bolezen in preko katerega lahko pride do prenosa bolezni. Kužni odpadek je zelo nevaren odpadek, ki lahko povzroči bolezen ali celo smrt. Pomembna je osveščenost vseh ljudi in izobraženost zaposlenih, ki prihajajo v stik s kužnimi odpadki. Ker je teh odpadkov količinsko vedno več, predstavlja zelo velik problem v zdravstvu, zato je še posebej pomembno, da se strogo upošteva pravila, ki jih narekuje zakonodaja. Pravilno odstranjevanje je pomembno za preprečevanje bolezni ter varovanje okolja.

## Vrste kužnih odpadkov v zdravstvu
1) kri in krvave telesne tekočine vseh bolnikov (v količinah nad 100 ml)
2) krvav ali gnojen obvezilni material, prepojen s krvjo ali gnojem (v količinah nad 100 ml)
3) material in predmeti za enkratno uporabo, ki so prišli v stik z bolnikom z določeno okužbo (bolnik v izolaciji)
4) diagnostični materiali, mikrobiološke kulture in pripomočki, uporabljeni pri laboratorijskem delu s kužnimi materiali (ostri predmeti: injekcijske igle, šivalni material, skalpel, razbita steklovina in podobni ostri predmeti, ki so bili uporabljeni pri delu z bolniki)
5) rokavice, oblačila ter drug higienski pribor, onesnažen s krvjo, uporabljen pri dializi (krvno prenosljive bolezni)
6) deli človeškega telesa
Kužni odpadki se ločijo tudi glede na možen prenos okužbe:
- z zrakom (SARS, TBC, pljučna kuga, hemoragična mrzlica): respiratorni pripomočki in ves material, uporabljen pri negi bolnika;
- prenos s krvjo (hepatitis B, HIV): ves material, ki je onesnažen s krvjo in krvavimi telesnimi tekočinami;
- prioni (Creutzfeld-Jakobova bolezen): upoštevati je potrebno navodila KOBO.

### Ravnanje s kužnimi odpadki
Ravnanje s kužnimi odpadki določata Navodilo za ravnanje z odpadki in Odredba o ravnaju z odpadki, ki nastajajo pri opravljanju zdravstvene dejavnosti.
Kužne odpadke v zdravstvu je treba zbirati strogo ločeno. Vsi kužni odpadki se zbirajo v posebnih posodah, ki zagotavljajo varno shranjevanje in prevoz. Dele človeškega telesa je treba zbirati in hraniti v ovojnini in v prostoru, ki omogočata hlajenje. Ovojnina mora zagotavljati tekočinsko tesnenje in varen prevoz. Za zbiranje kužnih odpadkov se uporabljajo posebne posode z volumnom 1,1 kubičnega metra. Vreče iz plastičnih materialov za skladiščenje morajo imeti debelino najmanj 200 mikronov pri nizki gostoti prepletanja vlaken in 100 mikronov pri visoki gostoti prepletanja vlaken. Vse kužne odpadke je treba z dezinfekcijo spremeniti v nekužne odpadke, ki se jih nato odlaga na deponijo. Tam se ne smejo odlagati človeški deli telesa. Odpadke iz oddelkov, kjer se bolniki zdravijo za TBC, in oddelkov, kjer so bolniki v strogi izolaciji, je treba avtoklavirati.

### Evidentiranje
Pri ravnanju s kužnimi odpadki v zdravstvu je nujno potrebno evidentiranje, ki obsega opis odpadka po vrsti, količini, mestu in času nastanka.

### Zbiranje in embaliranje
Infektivni odpadki se zbirajo na mestu nastanka in na posebnih oddelkih ločeno. Pred notranjim transportom v centralno skladišče jih je treba vložiti v rumeno vrečo predpisane kakovosti. Rumena barva pove, da je odpadek infektiven. Vreče se polni do 3/4. Ostri predmeti za enkratno uporabo se zbirajo v posebnih plastičnih zbiralnikih Sharp različnih velikosti. Ti morajo biti neprepustni. Koviski predmeti večjih dimenzij (troakar, osteosintetski material, vodila, žice) se zbirajo ločeno od ostalih odpadkov v zbirnih kartonih Primapak različnih dimenzij, ki so od znotraj plastificirani.
Dele človeškega telesa je treba odlagati v črne PVC vreče in dodatno v rumene PVC vreče. Te se označijo in takoj transportirajo v mrtvašnico. Hranijo se najmanjši možni čas, nato jih odpeljejo v krematorij na sežig. Infektivni odpadki, ki so bili v stiku s sekreti bolnika okuženega z virusom HIV ali hepatitisom B in so prepojeni s krvjo ali gnojem, se zbirajo na mestu nastanka v rumenih PVC vrečah. Shranjujejo se v prostorih za nečisti del do transporta na dogovorjeno odjemno mesto.

### Transport
Za notranji transport se uporabljajo zaprti kovinski vozički, ki so primerni za čiščenje in dezinfekcijo. Označeni morajo biti z datumom pakiranja in z oddelkom. Prevoz se vrši preko nečistih dvigal do začasnega prostora za skladiščenje. Tako zbrani embalirani odpadki se do odstranitve skladiščijo v zaklenjenih tipiziranih (po DIN) varnih zabojnikih velikosti 1,1 kubičnega metra. Delavec mora vse kužne odpadke stehtati, preden jih odpeljejo, in to tudi ustrezno zabeležiti. Kužni odpadki se odvažajo enkrat ali večkrat dnevno. To opravlja podjetje, katerega dejavnost je dezinficiranje infektivnih odpadkov in nadaljnih postopkov do končnega uničenja.